# La voix et le phénomène
La Voix et le Phénomène is een filosofisch boek van Jacques Derrida uit 1967. In dit boek krijgt het begrip deconstructie gestalte aan de hand van een analyse van Husserls Logische Untersuchungen. Derrida laat met deconstructie zien hoe uit het begrip transcendentaal psychologisme volgt dat het onderscheid tussen transcendentaal en psychologisch bewustzijn niet zuiver gemaakt kan worden, en bekritiseert daarmee het transcendentaal psychologisme.